# Iskra Delta 800
Iskra Delta 800 (800) је био професионални рачунар фирме Iskra Delta који је почео да се производи у СФР Југославији од 1984. године.
Користио је непознати 16-битни микропроцесор. RAM меморија рачунара је имала капацитет до 4 MB. Као оперативни систем кориштен је DELTA / M.
Рачунар Iskra Delta 800 је био сличан рачунару ИРИС 32, којег је производио Институт за рачунарске и информационе системе Енергоинвест - ИРИС, Сарајево.

## Детаљни подаци
Детаљнији подаци о рачунару 800 су дати у табели испод.
|                       |                                                             |
| [ 1 ]                 |                                                             |
| Произвођач            |                                                             |
| Тип                   | професионални рачунар                                       |
| Меморија              | Све до 4 MB                                                 |
| Поријекло             | СФР Југославија                                             |
| Година                | 1984                                                        |
| Тастатура             |                                                             |
| Процесор              | непознат, 16-битни                                          |
| Фреквенција процесора | непознато                                                   |
| RAM                   | Све до 4 MB                                                 |
| ROM                   | 4                                                           |
| Текст                 | непознато                                                   |
| Графика               | непознато                                                   |
| Боја                  |                                                             |
| Звук                  | непознато                                                   |
| Димензије             | 35,5 (висина) x 30 (дубина) x 31 (ширина) (главна јединица) |
| Портови               |                                                             |
| Оперативни систем     |                                                             |